# 鯛めしの唄
『鯛めしの唄』（たいめしのうた）は、1976年10月2日から1977年3月12日までフジテレビ系列の「土曜劇場」で放映されたテレビドラマ。

## 概要
舞台は山陽新幹線開通前後の当時（1974年 - 1975年）の尾道市。裸一貫から鯛めしの駅弁屋「せとうち」を尾道駅前に開業した大谷守之助と千代の夫婦と、8歳のときに生母ミツ子と別れ、大谷夫妻の養女となった亜紀子が駅弁屋の経営に勤め、やがて店の経営が傾きかけた時に家業を立て直す、その様子を描いた。
『春一番』、『赤福のれん』、『嫁だいこん』に続く『のれんシリーズ』の第4弾。

## 出演者
- 大谷亜紀子：島田陽子
- 大谷守之助：芦屋雁之助
- 大谷千代：鳳八千代
- 菊地ミツ子：浜木綿子
- 笠原辰吉：梅宮辰夫
- 圭介：真夏竜 - 「せとうち」の板前
- 竹夫：中田ネオン（現・大木ひびき）- 「せとうち」従業員
- 梅吉：中田サイン - 「せとうち」従業員
- 笠原しの：沢村貞子 - 「かさはら」のおかみ
- 浅井多聞：赤塚真人
- 太田亀世：左とん平
- かつ江：稲野和子 - 守之助の妹
- 光子：根岸とし江（現・根岸季衣） - かつ江の娘
- 百武：内田朝雄
- 百武夫人：矢吹寿子
- 三沢慎吾：三沢慎吾 - 亜紀子の恋人
- 番頭・国戦爺：井上孝雄
- さつき：角ゆり子
- 島中：山本麟一 - あけぼの商事社員
- 了雲和尚：三遊亭圓右
- 八木：河村弘二 - 尾道の有力者
- 八木邦夫：平泉征
- 松村：田崎潤
- 毛利：西田良
- かおる：山田京子
- 菊地加平：河村憲一郎（第1話ゲスト）- 亜紀子の祖父
- 小林亜星（第4話ゲスト）
- 二葉百合子（第4話ゲスト）
- 毛利の妹：松平純子（第8話ゲスト）
- 三沢刑事課長：深江章喜（第8話ゲスト）
- 田辺刑事：遠藤征慈（第8話ゲスト）
- ナレーター：来宮良子
ほか

## スタッフ
- プロデューサー：戸国浩器
- 脚本：松田暢子（全話担当）
- 演出：戸国浩器、沢井謙爾
- 音楽：津島利章
- 方言指導：大原穣子
- 制作：フジテレビ

## サブタイトル
| 話数 | 放送日        | サブタイトル               | 演出     |
| ---- | ------------- | -------------------------- | -------- |
| 1    | 1976年10月2日 | 十二年目の再会・母と子     | 戸国浩器 |
| 2    | 10月9日       | 殴られる娘・かばう妻       | 戸国浩器 |
| 3    | 10月16日      | 別れの波止場・母と子       | 戸国浩器 |
| 4    | 10月23日      | 養父に殴られ喜ぶ母と娘     | 沢井謙爾 |
| 5    | 10月30日      | 縁談! 喜ぶ養父母 断る娘    | 戸国浩器 |
| 6    | 11月6日       | 酒乱の養父に泣く母と娘     | 沢井謙爾 |
| 7    | 11月13日      | 娘が見た! 恋に生きる母     | 戸国浩器 |
| 8    | 11月20日      | 母と娘の家出 淋しい養父    | 沢井謙爾 |
| 9    | 11月27日      | 寒風の海に落ちた養父       | 戸国浩器 |
| 10   | 12月4日       | 鬼よりこわい小姑が来た     | 沢井謙爾 |
| 11   | 12月11日      | 母と娘の秘密がばれる･･･    | 沢井謙爾 |
| 12   | 12月18日      | 帰ってきた父               | 戸国浩器 |
| 13   | 12月25日      | 別れのクリスマス           | 戸国浩器 |
| 14   | 1977年1月8日  | 晴れ姿娘一番太鼓           | 沢井謙爾 |
| 15   | 1月15日       | 火事騒動! せとうち弁当     | 戸国浩器 |
| 16   | 1月22日       | 恋の三角定規               | 沢井謙爾 |
| 17   | 1月29日       | 春の足音                   | 沢井謙爾 |
| 18   | 2月5日        | 婚約に捧げる四季の歌       | 沢井謙爾 |
| 19   | 2月12日       | お母ちゃん助けて           | 戸国浩器 |
| 20   | 2月19日       | さようならエンゲージリング | 沢井謙爾 |
| 21   | 2月26日       | ごめんなさい私達は母娘です | 戸国浩器 |
| 22   | 3月5日        | ガンバレ亜紀子! 広島へ･･･  | 沢井謙爾 |
| 23   | 3月12日       | 春風が運んだ子守唄         | 沢井謙爾 |

- 1977年1月1日は、『欽ちゃんのドンとやってみよう!』（第1期）の元日特別版『お正月!欽ちゃんのまだまだやってみよう』が21:00 - 22:54に編成されたため、休止された。